# Secreto de esposa
Secreto de esposa (妻の心 Tsuma no kokoro?) es una película dramática japonesa de 1956 dirigida por Mikio Naruse.

## Sinopsis
Kiyoko vive con su esposo Shinji y su madre en su casa familiar, donde la pareja regenta una tienda de alimentación sin demasiado éxito. Aunque su matrimonio no es feliz, es pragmático, y ambos acuerdan abrir otra cafetería en la casa, a pesar de las objeciones de la madre. Kiyoko le pide un préstamo a Kenkichi, el hermano de su amiga Sumiko, empleado de banco, quien lo aprueba. Poco después, Zenichi, el hermano mayor de Shinji, pierde su trabajo.
Junto con su esposa y su madre, Zenichi presiona a Kiyoko y Shinji para que le den el dinero necesario para montar su propio negocio. Aunque tanto Kiyoko como Shinji se oponen al plan de Zenichi, poco a poco se retiran. Kiyoko se siente humillada al enterarse de que Shinji visitó unas aguas termales con un amigo y dos geishas. Al mismo tiempo, ella y Kenkichi desarrollan un afecto mutuo, que nunca reconocen abiertamente. Cuando Shinji se entera de que Kiyoko fue vista con Kenkichi en público, le ofrece dejarla ir, pero Kiyoko finalmente se queda con su marido, afirmando que deben seguir adelante con su proyecto de abrir una cafetería.

## Reparto
- Hideko Takamine como Kiyoko
- Keiju Kobayashi como Shinji
- Toshiro Mifune como Kenkichi
- Yōko Sugi como Yumiko, la hermana de Kenkichi
- Eiko Miyoshi como la madre de Shinji
- Minoru Chiaki como Zenichi, el hermano de Shinji
- Chieko Nakakita como Kaoru, la esposa de Zenichi
- Akemi Negishi como Sumiko, la hermana de Shinji
- Haruo Tanaka como Kunio
- Ranko Hanai como la esposa y señora de Kunio
- Machiko Kitagawa como geisha
- Toki Shiozawa como geisha
- Sadako Sawamura como Namiko
- Daisuke Katō como chef
- Yoshio Tsuchiya

## Legado
A Wife's Heart se exhibió en los Estados Unidos (incluido el Museo de Arte Moderno de Nueva York) como parte de una retrospectiva de Naruse en 1985, organizada por el Kawakita Memorial Film Institute y el estudioso de cine Audie Bock.

## Premios
- 1957 : Premios de cine de Mainichi a la Mejor Actriz de Reparto para Sadako Sawamura (conjuntamente por La calle de la vergüenza, El sol y la rosa y Gendai no Yokubō)[7]